# 纒向矢塚古墳
纒向矢塚古墳（まきむくやづかこふん）は、奈良県桜井市の纒向古墳群に属する古墳。2006年1月26日、纒向古墳群の一つとして国の史跡に指定された。

## 概要
- 所在地：桜井市東田（ひがいだ）町字矢塚
- 被葬者：不明
- 築造時期：古墳時代前期初頭（3世紀中頃以前[1]）
- 墳形：纒向型前方後円墳（葺石・埴輪なし[1]）
- 規模：全長約96メートル（93メートル以上[2]）、後円部径約64メートル（東西約64メートル、南北約56メートル）、後円部高さ5メートル、前方部長32メートル（現在約28メートル[2]）、周濠幅約17-23メートル、周濠深さ約0.6メートル[1]。

矢塚古墳

- 埋葬施設：未調査矢塚古墳

墳頭部に板石が露出しているので竪穴式石室または、箱式石棺が考えられる。
- 出土遺物：
  - 須恵器(纒向Ⅲ式期)
  - 瓦器